# هاشم محمدوف
هاشم محمداوغلو محمدوف (انگلیسی: Gashim Magomedov) تکواندوکار روس‌تبار اهل جمهوری آذربایجان است.

## حرفه
هاشم محمدوف از سال ۲۰۱۵ نماینده آذربایجان است. در همان سال قهرمانی نوجوانان اروپا را با مدال برنز به پایان رساند. یک سال بعد با شکست در آخرین مسابقه قهرمانی نوجوانان جهان، مدال نقره مسابقات را به دست آورد.
وی در سال ۲۰۱۷ برنده چهارمین بازی‌های همبستگی کشورهای اسلامی شد. این سفر در سال ۲۰۲۲ با کسب مدال برنز پنجمین دوره بازی‌های همبستگی کشورهای اسلامی در قونیه به پایان رسید.
او در ژوئن ۲۰۲۳ مدال برنز بازی‌های اروپایی لهستان را به دست آورد و در ماه اوت قهرمان اروپا در استونی شد.
هاشم محمدوف بر اساس نتایج خود در مسابقات گرند اسلم که در سال ۲۰۲۳ در چین برگزار شد، جواز المپیک را دریافت کرد.
در آوریل ۲۰۲۴، او مسابقات قهرمانی اروپا در بلگراد (صربستان) را با مدال برنز به پایان رساند.